# Tjyrvonaja Slabada
Tjyrvonaja Slabada (belarusiska: Чырвоная Слабада) är en köping i Belarus. Den ligger i Salihorsk rajon i Minsks voblast, i den centrala delen av landet, 120 km söder om huvudstaden Mіnsk. Tjyrvonaja Slabada ligger 157 meter över havet och antalet invånare är 3 909.

## Natur och klimat
Terrängen runt Tjyrvonaja Slabada är mycket platt. Runt Tjyrvonaja Slabada är det ganska tätbefolkat, med 58 invånare per kvadratkilometer.. Det finns inga andra samhällen i närheten.
Trakten runt Tjyrvonaja Slabada består till största delen av jordbruksmark. Trakten ingår i den hemiboreala klimatzonen. Årsmedeltemperaturen i trakten är 5 °C. Den varmaste månaden är juli, då medeltemperaturen är 20 °C, och den kallaste är december, med −9 °C.